# Соболь Наум Федорович
Нау́м Фе́дорович Со́боль (нар. 16 березня 1898, Кодима — пом. 10 жовтня 1967, Харків) — український радянський театральний декоратор; член Товариства незалежних художників з 1918 року, Асоціації революційного мистецтва України та Харківської організації Спілки художників України з 1938 року.

## Біографія
Народився 4 (16) березня 1898 року на станції Кодимі (тепер місто Одеської області, Україна).
У 1916–1920 роках навчався в художній школі Юлія Бершадського та  у 1918 році у Вільній майстерні станкового і декоративного живопису і скульптури Амшея Нюренберга в Одесі. Малював в стилі кубізму.
Но початку 1920-х переїхав до Харкова, став працювати як театральний художник. У 1927—1934 роках співпрацював також із журналом «Червоний перець». Помер в Харкові 10 жовтня 1967 року.

## Творчість
Оформив близько 100 спектаклів у театрах України та Росії. Серед них:
в Харківському театрі музичної комедії
- «Іспанське каприччо» Миколи Римського-Корсакова (1926);
- «Сорочинський ярмарок» Олексія Рябова (1930-ті);
- «Цирк засвічує вогні» Юрія Мілютіна (1959);

інші театри
- балет «Дон Кіхот» Людвіга Мінкуса (1939, Львівська опера);
- «Учень дьявола» Бернарда Шоу (1958, Харківський російський драматичний театр імені О. С. Пушкіна;
- «Витівки Скапена» Мольєра (1963).

Автор агітаційного плаката «3690 кілометрів залізнічного транспорту електріфікувати 1932-33 року» (1931).
Учасник республіканських і всесоюзних виставок від 1927 року. 1965 року в Харкові відбулася персональна виставка.